# The Tip (football americano)
The Tip, spesso soprannominata Immaculate Deflection, è stata una giocata di football americano nella finale della National Football Conference 2013 tra i San Francisco 49ers e i Seattle Seahawks. La gara si tenne al CenturyLink Field, di Seattle, Washington.
Con un punteggio di 23-17 in favore dei Seahawks, i 49ers avanzarono fino alla linea delle 18 yard dei Seahawks. A 30 secondi dal termine dei tempi regolamentari, il quarterback dei 49ers Colin Kaepernick lanciò un passaggio a Michael Crabtree nell'angolo destro della end zone. Prima che Crabtree potesse ricevere il pallone, il cornerback Richard Sherman deviò l'ovale direttamente nelle mani del linebacker Malcolm Smith che mise a segno un intercetto, sigillando la vittoria dei Seahawks. Con essa, i Seahawks si qualificarono per il loro secondo Super Bowl, dove batterono i Denver Broncos 43-8 vincendo il loro primo titolo. The Tip è spesso considerato uno dei momenti più alti della storia dei Seattle Seahawks.

## Eventi della giocata
Fino al quarto periodo, i Seahawks non erano mai stati in vantaggio. Ciò cambiò quando il loro quarterback Russell Wilson lanciò un passaggio da touchdown da 35 yard al cornerback Jermaine Kearse con 13:44 al termine della gara, portando il punteggio sul 20-17. Dopo un field goal da 47 yard di Stephen Hauschka a 3:37 dalla conclusione, il vantaggio aumentò a 23-17. 
I 49ers si portarono rapidamente sulla linea delle 18 yard, bisognosi di un touchdown e del conseguente extra point per riportarsi in vantaggio. A mezzo minuto dal termine, il quarterback dei 49ers Colin Kaepernick evitò la pressione del defensive end Cliff Avril, lanciando un passaggio a Michael Crabtree sul lato destro della end zone. Prima che Crabtree potesse ricevere il pallone, il cornerback Richard Sherman saltò in aria e lo deviò. Esso cadde tra le mani del linebacker Malcolm Smith, che si inginocchiò per un touchback di Seattle a 22 secondi dal termine.

## Dopo la giocata
Dopo un breve festeggiamento, Sherman corse verso Crabtree offrendogli la mano per una stretta ma Crabtree lo spinse via con una manata sul casco. Sherman mimò verso Kaepernick il gesto di strozzare, venendo sanzionato per condotta anti-sportiva. Dal momento che rimanevano 22 secondi, la gara continuò. Russell Wilson si inginocchiò tre volte, facendo utilizzare ai 49ers gli ultimi due time out, chiudendo la contesa.

### L'intervista post-partita di Richard Sherman
Quella che segue è la famosa intervista dopo-partita di Sherman con Erin Andrews:
Andrews: "Richard, dimmi dell'ultima giocata."
Sherman:  "Beh, sono il miglior corner[back] che ci sia. Quando mi metti alla prova con un ricevitore pietoso come Crabtree, questo è risultato! Non parlare MAI di me!"
Andrews:  "Chi stava parlando di te?"
Sherman:  "Crabtree. Non aprire la bocca sul migliore, o te la chiuderò velocemente! L. O. B.!"
Andrews: "Bene, prima-" [Sherman corre via] "...e Joe, di nuovo a te!"
Molti giudicano l'uscita di Sherman immatura, maleducata e irrispettosa verso Crabtree ed Andrews. Sherman in seguito affermò in un'intervista alla CNN "Sai, non intendevo attaccare [Crabtree]. È stato immaturo e probabilmente non avrei dovuto farlo. Mi pento di averlo fatto."

## Nome
La giocata è stata in seguito soprannominata Immaculate Deflection come tributo alla Immaculate Reception. Le due azioni furono in qualche modo simili: in entrambe, il passaggio fu deviato nella mano di un compagno di squadra. Tuttavia, la Immaculate Deflection risultò in un intercetto mentre la Immaculate Reception fu ricevuta dall'attacco che segnò un touchdown.

## Eventi successivi
I Seahawks batterono nettamente i Denver Broncos 43-8 nel Super Bowl XLVIII due settimane dopo, vincendo il loro primo Lombardi Trophy. I 49ers, invece, non hanno più fatto ritorno ai playoff da allora, non raggiungendo mai il 50% di vittorie nelle successive stagioni. Alcuni attribuiscono all'azione di Sherman il rapido declino dei 49ers.
Sei giorni dopo la finale di conference, Sherman fu multato di 7.875 dollari per condotta antisportiva nella penalità verso Kaepernick.
Nella settimana 13 della stagione 2018 tra i 49ers e i Seahawks, i Seahawks mimarono l'azione di Sherman dopo un passaggio da touchdown nel primo quarto. Doug Baldwin interpretò il ruolo di Sherman, toccando il pallone per David Moore, che interpretò Malcolm Smith. Jaron Brown interpretò Kaepernick e Tyler Lockett Crabtree. Dal momento che sia Sherman che Smith erano passati a giocare per i 49ers, non è certo se si trattò di un tributo verso Sherman, o di una presa in giro, specialmente dopo che Sherman aveva definito i Seahawks una squadra di metà classifica. I Seahawks vinsero la partita 43-16 eliminando ufficialmente i 49ers dalla corsa ai playoff.

## Formazioni titolari
| San Francisco    | Ruolo   | Ruolo   | Seattle          | Seattle |
| Offense          | Offense | Offense | Offense          |         |
| ---------------- | ------- | ------- | ---------------- | ------- |
| Colin Kaepernick | QB      | QB      | Russell Wilson   |         |
| Frank Gore       | RB      | RB      | Marshawn Lynch   |         |
| Anthony Dixon    | FB      | FB      | Michael Robinson |         |
| Anquan Boldin    | WR      | WR      | Jermaine Kearse  |         |
| Vernon Davis     | TE      | TE      | Kellen Davis     |         |
| Vance McDonald   | TE      | TE      | Zach Miller      |         |
| Joe Staley       | LT      | LT      | Russell Okung    |         |
| Mike Iupati      | LG      | LG      | James Carpenter  |         |
| Marquise Goodwin | C       | C       | Max Unger        |         |
| Alex Boone       | RG      | RG      | J.R. Sweezy      |         |
| Anthony Davis    | RT      | RT      | Breno Giacomini  |         |
| Difesa           |         |         |                  |         |
| Glenn Dorsey     | NT      | LDE     | Red Bryant       |         |
| Ray McDonald     | LDT     | LDT     | Tony McDaniel    |         |
| Justin Smith     | RDT     | RDT     | Brandon Mebane   |         |
| Aldon Smith      | OLB     | RDE     | Chris Clemons    |         |
| Ahmad Brooks     | OLB     | OLB     | Bruce Irvin      |         |
| NaVorro Bowman   | ILB     | OLB     | Malcolm Smith    |         |
| Patrick Willis   | ILB     | MLB     | Bobby Wagner     |         |
| Tramaine Brock   | LCB     | LCB     | Richard Sherman  |         |
| Trenton Brown    | RCB     | RCB     | Byron Maxwell    |         |
| Eric Reid        | SS      | SS      | Kam Chancellor   |         |
| Donte Whitner    | FS      | FS      | Earl Thomas      |         |
| Fonte:           |         |         |                  |         |